# Københavns Kommune
 Der er for få eller ingen kildehenvisninger i denne artikel, hvilket er et problem. Du kan hjælpe ved at angive troværdige kilder til de påstande, som fremføres i artiklen.

55°41′23.899″N 12°33′46.318″Ø / 55.68997194°N 12.56286611°Ø
Københavns Kommune er Danmarks folkerigeste kommune. Den omfatter den centrale del af landets hovedstad, København, inklusive store dele af Amager og omkranser desuden Frederiksberg.
Efter årtier med en stagnerende tendens i indbyggertallet, har kommunen i de senere år oplevet en stor befolkningstilvækst. Det forventes, at befolkningstilvæksten vil fortsætte mange år frem, hvor der ifølge Danmarks Statistiks fremskrivninger vil være 682.310 indbyggere i 2030, 700.853 i 2040 og 709.369 i 2050. Pr. 1. maj 2025 havde kommunen 669.208 indbyggere. Kommunen beskæftiger mere end 50.000 ansatte, heraf cirka 40.000 årsværk og er dermed landets næststørste offentlige arbejdsgiver, kun overgået af staten. Det samlede budget er på 47,2 mia. kr. (2013).
I forbindelse med Kommunalreformen forblev kommunen selvstændig, men er nu en del af Region Hovedstaden og har mistet sin amtslige status. Statslige opgaver i Københavns Kommune blev fra 1. januar 2007 indtil 31. marts 2019 varetaget af Statsforvaltningen Hovedstaden (fra 1. juli 2013 bare Statsforvaltningen). Fra 1. april 2019 varetages statslige opgaver af Familieretshuset og Styrelsen for International Rekruttering og Integration samt Ankestyrelsen.

## Erhvervsliv
Københavns Kommune er centrum for storbyen København, der udgør det primære økonomiske centrum i Danmark, og landets eneste internationale storby. I Københavns Kommune ligger en række af de større danske selskaber, herunder fx A. P. Møller, Danske Bank, FLSmidth, Lundbeck, TDC og Carlsberg.
Københavns Kommunes erhvervsliv er bygget op om en højt specialiseret arbejdsstyrke og om kommunens centrale beliggenhed.
Københavns Kommune blev i 2010 placeret som nummer 83 ud af 96 i Dansk Industris indeks over erhversklima, fik i 2010 kommunen til at sætte et mål om, at stige ti pladser for hver efterfølgende måling. I de følgende to år blev placeringen forbedret, så kommunen i 2012 fik en placering som nummer 70. I en tilsvarende undersøgelse i Børsen er kommunen blevet placeret som nummer henholdsvis 8 og 16 i 2010 og 2011.
I forbindelse med de blandede evalueringer, har man fra Københavns Kommune taget initiativ til Copenhagen Business Task Force, der med Leif Beck Fallesen i spidsen er kommet med 77 konkrete anbefalinger til at sikre et bedre erhvervsliv i kommunen 

## Bydele
Københavns kommune er administrativt opdelt i 10 bydele: Amager Vest, Amager Øst, Nordvestkvarteret-Bispebjerg, Brønshøj-Husum, Indre By, Nørrebro, Valby, Vanløse, Vesterbro-Kongens Enghave og Østerbro. Dette er resultatet af en reduktion fra 15 bydele, som blev gennemført fra 2006 til 2008. I Indre By, der også omfatter Christianshavn, er dog oprettet to lokaludvalg. Det samme gælder i Vesterbro/Kongens Enghave.
Den administrative opdeling adskiller sig fra den funktionelle opdeling, hvor man i daglig tale opererer man med en lidt anden opdeling, der fra centrum og mod uret rundt (som på kortet) inkluderer Christianshavn, Indre By, Østerbro, Nørrebro, Nordvest, Brønshøj, Husum, Vanløse, Valby, Sydhavnen, Vesterbro, Islands Brygge og Amager. Amager og Islands Brygge ligger på Amager, Christianshavn mellem Amager og Sjælland, og de resterende bydele ligger alle på Sjælland.

## Geografi
Kommunen omkranser Frederiksberg Kommune og grænsen til omliggende kommuner går syd for grunden til det tidligere Tuborg Bryggeri, videre ad Tuborgvej, Emdrup Sø, Utterslev Mose, Husum, Kagsmosen ved Motorring 3, Langs Harrestrup Å til Damhussøen, igen langs Harrestrup Å til rensningsanlægget ved Kalvebod Strand. På Amager går grænsen ca. fra Kalvebod Bro tværs over Kalvebod Fælled til Tårnby, hvorefter grænsen snor sig ad en række mindre veje for til sidst at ende lige syd for Kastrup Fort.

## Kommunens styrelse
Kommunalbestyrelsen i Københavns Kommune er med sine 55 medlemmer Danmarks største – og benævnes Borgerrepræsentationen. Som den eneste danske kommune benævnes kommunens øverste politiske og administrative leder overborgmester. Lederne af kommunens seks forvaltninger benævnes borgmestre. De kaldes også (uofficielt) fagborgmestre. Sammen med overborgmesteren udgør disse syv kommunens økonomiudvalg.
Siden januar 1998 har kommunen haft mellemformstyre med delt administrativ ledelse. Det betød, at det hidtidige magistratsstyre blev erstattet af et udvalgsbaseret styre, som man kender det fra landets øvrige kommuner. Mellemformstyret indebærer, at de enkelte fagudvalg kan træffe beslutninger på deres områder, hvilket giver mulighed for en hurtigere og mere effektiv sagsbehandling.

### Lovgrundlag
Kommunen styres efter Styrelsesloven samt Styrelsesvedtægt for Københavns Kommune af 12. juni 1997, der senest blev ændret den 22. marts 2018.

## Nuværende borgerrepræsentation
Borgerrepræsentationens 55 medlemmer er på valg ved kommunalvalget hvert fjerde år. Den nuværende borgerrepræsentation indtil 31. december 2021 blev valgt ved kommunalvalget 21. november 2017. Efter kommunalvalget fik Borgerrepræsentationen følgende fordeling:
Overordnede sager besluttes i Borgerrepræsentationen, mens mindre sager behandles i kommunens syv stående udvalg, der ledes af hver sin borgmester. Det vigtigste er økonomiudvalget, hvis formand er overborgmesteren. Herunder en liste over de syv udvalg med den nuværende borgmester (i den rækkefølge posterne blev fordelt ved konstitueringen):
- Økonomiudvalget – overborgmester Sophie Hæstorp Andersen (A)
- Teknik- og Miljøudvalget – Teknik- og Miljøborgmester Line Barfod (Ø)
- Børne- og Ungdomsudvalget – Børne- og Ungdomsborgmester Jakob Næsager (C)
- Kultur- og Fritidsudvalget – Kultur- og Fritidsborgmester Mia Nyegaard (B)
- Beskæftigelses- og Integrationsudvalget – Beskæftigelses- og Integrationsborgmester Jens-Kristian Lütken (V)
- Socialudvalget – Socialborgmester Karina Vestergård Madsen (Ø)
- Sundheds- og Omsorgsudvalget – Sundheds- og Omsorgsborgmester Sisse Marie Welling (F)

### Valg og mandatfordeling
| 20 | 5 | 16 |  |

| 35 | 7 |

| 27 | 5 | 22 |  |

| 42 | 13 |

| 30 | 6 | 17 |  |

| 44 | 11 |

| 33 | 4 | 16 |  |

| 43 | 12 |

| 31 | 6 | 17 |  |

| 44 | 11 |

| 35 | 4 | 16 |

| 44 | 11 |

| 35 | 4 | 15 |  |

| 42 | 13 |

| 37 | 5 | 11 |  |

| 43 | 12 |

| 32 | 6 | 15 |  |  |

| 41 | 14 |

| 27 | 3 | 11 | 11 |  |  |

| 42 | 13 |

| 28 | 3 | 12 | 6 | 6 |

| 40 | 15 |

| 32 |  | 13 |  | 6 |  |

| 40 | 15 |

| 29 | 3 | 14 |  | 5 | 3 |

| 41 | 14 |

| 27 |  | 15 | 9 |  |  |

| 41 | 14 |

| 23 |  | 15 | 13 |  |  |

| 43 | 12 |

| 31 | 5 | 11 | 5 |  |  |  |

| 41 | 14 |

| 22 | 3 | 6 |  |  | 7 |  | 7 |  |  | 3 |  |

| 41 | 14 |

| 26 |  | 8 |  |  | 3 | 5 |  | 5 | 3 |  |

| 33 | 22 |

| 22 | 3 | 8 |  | 7 |  |  | 8 |  |

| 36 | 19 |

| 18 |  | 9 |  | 15 |  |  |  | 7 |

| 33 | 22 |

| 20 |  | 6 |  | 13 |  |  |  |  | 4 |  |

| 32 | 23 |

| 18 | 3 | 6 | 10 |  |  | 8 | 3 | 4 |  |

| 34 | 21 |

| 17 | 3 | 5 |  | 8 | 6 |  | 6 | 7 |  |

| 32 | 23 |

| 16 | 5 | 4 |  | 9 | 4 | 11 | 5 |

| 32 | 23 |

| 21 | 7 | 3 | 7 | 3 | 8 | 6 |

| 32 | 23 |

| 17 | 5 | 4 | 13 | 4 | 6 | 6 |

| 30 | 25 |

| 16 | 6 | 3 | 6 |  | 4 | 7 | 11 |

| 34 | 21 |

| 15 | 5 | 3 | 5 |  | 3 | 5 | 11 | 6 |

| 28 | 27 |

| 10 | 6 | 8 |  | 6 |  |  | 5 | 15 |  |

| 25 | 30 |

| 10 | 5 | 8 | 6 |  | 5 | 15 | 3 |  |

| 28 | 27 |

#### Valg i Københavns Kommune
- Kommunalvalget i Københavns Kommune 2017
- Kommunalvalget i Københavns Kommune 2021

| Mandatnr. | Navn                      | Parti                       |
| --------- | ------------------------- | --------------------------- |
| 1         | Line Barfod               | Enhedslisten                |
| 2         | Sophie Hæstorp Andersen   | Socialdemokratiet           |
| 3         | Jakob Næsager             | Det Konservative Folkeparti |
| 4         | Karina Vestergård Madsen  | Enhedslisten                |
| 5         | Mia Nyegaard              | Radikale Venstre            |
| 6         | Cecilia Lonning-Skovgaard | Venstre                     |
| 7         | Sisse Marie Welling       | Socialistisk Folkeparti     |
| 8         | Lars Weiss                | Socialdemokratiet           |
| 9         | Gyda Heding               | Enhedslisten                |
| 10        | Helle Bonnesen            | Det Konservative Folkeparti |
| 11        | Gorm Anker Gunnarsen      | Enhedslisten                |
| 12        | Emil Moselund             | Radikale Venstre            |
| 13        | Mathilde Kastbjerg        | Det Konservative Folkeparti |
| 14        | Astrid Aller              | Socialistisk Folkeparti     |
| 15        | Laura Rosenvinge          | Socialdemokratiet           |
| 16        | Charlotte Lund            | Enhedslisten                |
| 17        | Jens-Kristian Lütken      | Venstre                     |
| 18        | Mette Reissmann           | Socialdemokratiet           |
| 19        | Sinem Demir               | Enhedslisten                |
| 20        | Franciska Rosenkilde      | Alternativet                |
| 21        | Peter Bjerregaard         | Det Konservative Folkeparti |
| 22        | Katrine Kildgaard         | Radikale Venstre            |
| 23        | Rasmus Steenberger        | Socialistisk Folkeparti     |
| 24        | Ole Birk Olesen           | Liberal Alliance            |
| 25        | Knud Holt Nielsen         | Enhedslisten                |
| 26        | Yildiz Akdogan            | Socialdemokratiet           |
| 27        | Bente Møller              | Enhedslisten                |
| 28        | Mette Annelie Rasmussen   | Radikale Venstre            |
| 29        | Morten Melchiors          | Det Konservative Folkeparti |
| 30        | Harun Demirtas            | Socialistisk Folkeparti     |
| 31        | Sofie Seidenfaden         | Socialdemokratiet           |
| 32        | Louise Theilade Thomsen   | Venstre                     |
| 33        | Frederik W. Kronborg      | Enhedslisten                |
| 34        | Andreas Keil              | Socialdemokratiet           |
| 35        | Mikkel Skovgaard Hansen   | Enhedslisten                |
| 36        | Line Ervolder             | Det Konservative Folkeparti |
| 37        | Jean Thierry              | Enhedslisten                |
| 38        | Christopher Røhl          | Radikale Venstre            |
| 39        | Finn Rudaizky             | Dansk Folkeparti            |
| 40        | Annika Smith              | Socialistisk Folkeparti     |
| 41        | Kim Hjerrild              | Alternativet                |
| 42        | Jonas Bjørn Jensen        | Socialdemokratiet           |
| 43        | Stine Finné Toft          | Enhedslisten                |
| 44        | Claus Buch                | Venstre                     |
| 45        | Niels Peder Ravn          | Nye Borgerlige              |
| 46        | Emil Sloth Andersen       | Radikale Venstre            |
| 47        | Maria Sofie Petersen      | Enhedslisten                |
| 48        | Helle Jønch               | Det Konservative Folkeparti |
| 49        | Lea Friedberg             | Socialdemokratiet           |
| 50        | Klaus Mygind              | Socialistisk Folkeparti     |
| 51        | Karina Bergmann           | Det Konservative Folkeparti |
| 52        | Katrine Hassenkam         | Enhedslisten                |
| 53        | Marcus Vesterager         | Socialdemokratiet           |
| 54        | Hassan Nur Wardere        | Enhedslisten                |
| 55        | Cille Hald Egholm         | Venstre                     |

| Udtrådt                   | Indtrådt                  | Parti             | Dato              |
| ------------------------- | ------------------------- | ----------------- | ----------------- |
| Kim Hjerrild              | Christina Sade Olumeko    | Alternativet      | 29. november 2021 |
| Cecilia Lonning-Skovgaard | Heidi Wang                | Venstre           | 18. marts 2022    |
| Christina Sade Olumeko    | Troels Christian Jakobsen | Alternativet      | 4. november 2022  |
| Franciska Rosenkilde      | Birgitte Kehler Holst     | Alternativet      | 4. november 2022  |
| Mette Reissmann           | Hari Neupane              | Socialdemokratiet | 4. november 2022  |
| Mette Annelie Rasmussen   | Kashif Ahmad              | Radikale Venstre  | 10. januar 2024   |
| Jonas Bjørn Jensen        | Jesper Christensen        | Socialdemokratiet | 31. januar 2024   |
| Sophie Hæstorp Andersen   | Niels E. Bjerrum          | Socialdemokratiet | 29. august 2024   |

| Navn                | Skiftet fra                 | Skiftet til                 | Dato            |
| ------------------- | --------------------------- | --------------------------- | --------------- |
| Niels Peder Ravn    | Nye Borgerlige              | Det Konservative Folkeparti | 2. januar 2023  |
| Emil Sloth Andersen | Radikale Venstre            | Alternativet                | 24. marts 2023  |
| Helle Jønch         | Det Konservative Folkeparti | Løsgænger                   | 29. januar 2025 |
| Finn Rudaizky       | Dansk Folkeparti            | Løsgænger                   | 25. april 2025  |

## Borgmestre frem til 1998

### Formænd for Københavns Borgerrepræsentation
Se liste her.

### Borgmestre
Uddybende artikel: Borgmestre i Københavns Kommune.

### Magistratens borgmestre 1847-1998
Se Københavns Overpræsidium for en liste over overpræsidenter i København.

#### Magistratens 1. Afdeling
Ressort: Skoleforvaltningen, kulturelle sager, biblioteker og sager om næringsvæsen m.v. Borgmesteren kaldtes: Skole- og kulturborgmesteren.
| Fra  | Til  | Borgmester            | Parti                            |
| ---- | ---- | --------------------- | -------------------------------- |
| 1856 | 1862 | Stephan Linnemann     |                                  |
| 1863 | 1873 | Lars Christian Larsen | De Nationalliberale              |
| 1873 | 1897 | Hans Nicolai Hansen   | Højre                            |
| 1897 | 1917 | Theodor Dybdal        | Uden for partierne (konservativ) |
| 1917 | 1940 | Ernst Kaper           | Det Konservative Folkeparti      |
| 1940 | 1951 | Alfred Bindslev       | Det Konservative Folkeparti      |
| 1951 | 1970 | Ove Weikop            | Det Konservative Folkeparti      |
| 1970 | 1978 | Børge A. Schmidt      | Socialdemokratiet                |
| 1978 | 1985 | Bent Nebelong         | Det Konservative Folkeparti      |
| 1986 | 1994 | Tom Ahlberg           | Socialistisk Folkeparti          |
| 1994 | 1997 | Jens Johansen         | Socialistisk Folkeparti          |

#### Magistratens 2. Afdeling
Ressort: Afdelingen varetog indtil 1938 administrationen af byens finanser, og posten som borgmester blev populært kaldet Finansborgmesteren. Fra 1938 administrerede afdelingen byens sygehuse, og borgmesteren kaldtes derfor Hospitalsborgmesteren.
| Fra  | Til  | Borgmester                           | Parti               |
| ---- | ---- | ------------------------------------ | ------------------- |
| 1858 | 1860 | Johan Peter Holmer                   |                     |
| 1860 | 1873 | Jens Christian Juulsgaard Gammeltoft |                     |
| 1873 | 1875 | Johan Frederik Schlegel              |                     |
| 1875 | 1883 | Carl Emil Fenger                     | De Nationalliberale |
| 1883 | 1903 | Ludvig Christian Borup               | Højre               |
| 1903 | 1924 | Jens Jensen                          | Socialdemokratiet   |
| 1924 | 1938 | Peder Hedebol                        | Socialdemokratiet   |
| 1938 | 1962 | Julius C. Hansen                     | Socialdemokratiet   |
| 1962 | 1974 | Edel Saunte                          | Socialdemokratiet   |
| 1974 | 1981 | Niels Alsing Andersen                | Socialdemokratiet   |
| 1981 | 1992 | Jørgen Frederiksen                   | Socialdemokratiet   |
| 1992 | 1997 | Lars Engberg                         | Socialdemokratiet   |

#### Magistratens 3. Afdeling
Ressort: Afdelingen havde med byens sociale forhold at gøre, hvoraf navnet på borgmesteren var Socialborgmesteren.
| Fra  | Til  | Borgmester                     | Parti             |
| ---- | ---- | ------------------------------ | ----------------- |
| 1847 | 1869 | Johan Peter Holm               |                   |
| 1869 | 1891 | Harald August Valdemar Knudsen |                   |
| 1891 | 1909 | Hugo Adolph Jacobi             |                   |
| 1910 | 1917 | Carl Frederik Mozart Lehmann   |                   |
| 1917 | 1938 | Viggo Christensen              | Socialdemokratiet |
| 1956 | 1962 | Urban Hansen                   | Socialdemokratiet |
| 1962 | 1976 | Børge H.G. Jensen              | Socialdemokratiet |
| 1976 | 1989 | Pelle Jarmer                   | Socialdemokratiet |
| 1989 | 1997 | Winnie Larsen-Jensen           | Socialdemokratiet |

#### Magistratens 4. Afdeling
Ressort: Afdelingen varetog hvad man kunne kalde tekniske funktioner og infrastruktur, veje, parker, og kirkegårde samt byplanlægning. Borgmesteren kaldtes undertiden Teknikborgmesteren eller Byplanborgmesteren.
| Fra  | Til  | Borgmester                | Parti                        |
| ---- | ---- | ------------------------- | ---------------------------- |
| 1858 | 1885 | Eduard Diderik Ehlers     |                              |
| 1885 | 1903 | Christian Krarup Øllgaard |                              |
| 1904 | 1917 | Jacob Marstrand           | Radikale Venstre             |
| 1917 | 1925 | H.C.V. Møller             | Det Konservative Folkeparti  |
| 1925 | 1938 | P.J. Pedersen             | Socialdemokratiet            |
| 1938 | 1946 | Arne Sundbo               | Socialdemokratiet            |
| 1946 | 1954 | Johannes Hansen           | Danmarks Kommunistiske Parti |
| 1954 | 1962 | Lauritz Estrup            | Det Konservative Folkeparti  |
| 1962 | 1978 | Alfred Wassard Jørgensen  | Det Konservative Folkeparti  |
| 1978 | 1986 | Villo Sigurdsson          | Venstresocialisterne         |
| 1986 | 1989 | Gunna Starck              | Venstresocialisterne         |
| 1990 | 1992 | Lars Engberg              | Socialdemokratiet            |
| 1992 | 1993 | Peter Martinussen         | Socialdemokratiet            |
| 1994 | 1997 | Bente Frost               | Venstre                      |

#### Magistratens 5. Afdeling
I 1917 kom Magistratens 5. Afdeling til. Ressort: Afdelingen administrerede bl.a. Københavns Sporveje og senere byens miljø, borgmesteren kaldtes oprindeligt Sporvejsborgmesteren eller Trafikborgmesteren, senere Miljøborgmesteren.
| Fra            | Til          | Borgmester                | Parti                        |
| -------------- | ------------ | ------------------------- | ---------------------------- |
| 1917           | 1919         | Christian S. Christiansen | Socialdemokratiet            |
| 1919           | 1936         | Anthon Andersen           | Socialdemokratiet            |
| 1936           | 1943         | Oluf Andersen             | Socialdemokratiet            |
| 1943           | 1946         | Hans Peter Sørensen       | Socialdemokratiet            |
| 1946           | 1954         | Arne Sundbo               | Socialdemokratiet            |
| 1954           | 1962         | Ingvard Dahl              | Socialdemokratiet            |
| 1962           | 1970         | Willy Brauer              | Socialistisk Folkeparti      |
| 23. april 1970 | 8. juli 1970 | Arne Guttermann           | Radikale Venstre             |
| 1970           | 1978         | Lilly Helveg Petersen     | Radikale Venstre             |
| 1978           | 1981         | Ivan Hansen               | Danmarks Kommunistiske Parti |
| 1982           | 1997         | Charlotte Ammundsen       | Socialistisk Folkeparti      |

#### Magistratens 6. Afdeling
I 1978 blev Magistratens 6. Afdeling oprettet. Ressort: Afdelingen varetog bl.a. bolig- og ejendomsfunktioner. Borgmesteren kaldtes undertiden Rådhusborgmesteren.
| Fra  | Til  | Borgmester           | Parti                       |
| ---- | ---- | -------------------- | --------------------------- |
| 1978 | 1997 | Hans Thustrup Hansen | Det Konservative Folkeparti |

## Øvrige borgmestre 1998-2005
Borgmestrene og deres resortområder efter nedlæggelsen af magistraten i 1998.

#### Økonomiforvaltningen (Overborgmesteren)
Nærmest svarende til Overborgmesterens Afdeling og med Overborgmesteren som formand.
| Fra              | Til               | Borgmester                   | Parti                   |
| ---------------- | ----------------- | ---------------------------- | ----------------------- |
| 1. januar 1998   | 24. oktober 2004  | Jens Kramer Mikkelsen        | Socialdemokratiet       |
| 25. oktober 2004 | 26. oktober 2004  | Hellen Hedemann (fungerende) | Socialistisk Folkeparti |
| 27. oktober 2004 | 31. december 2005 | Lars Engberg                 | Socialdemokratiet       |
| 1. januar 2006   | 31. december 2009 | Ritt Bjerregaard             | Socialdemokratiet       |
| 1. januar 2010   | 19. oktober 2020  | Frank Jensen                 | Socialdemokratiet       |
| 20. oktober 2020 | 31. december 2021 | Lars Weiss (fungerende)      | Socialdemokratiet       |
| 1. januar 2022   | 28. august 2024   | Sophie Hæstorp Andersen      | Socialdemokratiet       |
| 29. august 2024  |                   | Lars Weiss (fungerende)      | Socialdemokratiet       |

#### Kultur- og Fritidsforvaltningen
Bestod af dele af Magistratens 1. og 6. Afdeling. Pr. 2025 kaldt: Kultur- og fritidsborgmesteren.
| Fra              | Til               | Borgmester             | Parti                       |
| ---------------- | ----------------- | ---------------------- | --------------------------- |
| 1. januar 1998   | 31. december 2001 | Hans Thustrup Hansen   | Det Konservative Folkeparti |
| 1. januar 2002   | 31. december 2007 | Martin Geertsen        | Venstre                     |
| 1. januar 2008   | 31. december 2013 | Pia Allerslev          | Venstre                     |
| 1. januar 2014   | 31. december 2017 | Carl Christian Ebbesen | Dansk Folkeparti            |
| 1. januar 2018   | 28. oktober 2018  | Niko Grünfeld          | Alternativet                |
| 29. oktober 2018 | 31. december 2021 | Franciska Rosenkilde   | Alternativet                |
| 1. januar 2022   |                   | Mia Nyegaard           | Radikale Venstre            |

#### Uddannelse- og Ungdomsforvaltningen
Bestod af dele af Magistratens 1. Afdeling. Pr. 2025 kaldt: Børne- og ungdomsborgmesteren.
| Fra               | Til               | Borgmester          | Parti                       |
| ----------------- | ----------------- | ------------------- | --------------------------- |
| 1. januar 1998    | 31. december 2005 | Per Bregengaard     | Enhedslisten                |
| 1. januar 2006    | 31. december 2009 | Bo Asmus Kjeldgaard | Socialistisk Folkeparti     |
| 1. januar 2010    | 1. september 2013 | Anne Vang           | Socialdemokratiet           |
| 2. september 2013 | 31. december 2013 | Jesper Christensen  | Socialdemokratiet           |
| 1. januar 2014    | 31. december 2017 | Pia Allerslev       | Venstre                     |
| 1. januar 2018    | 31. december 2021 | Jesper Christensen  | Socialdemokratiet           |
| 1. januar 2022    |                   | Jakob Næsager       | Det Konservative Folkeparti |

#### Sundhedsforvaltningen
Bestod af af Magistratens 2. Afdeling. Pr. 2025 kaldt: Sundheds- og omsorgsborgmesteren.
| Fra            | Til               | Borgmester              | Parti                       |
| -------------- | ----------------- | ----------------------- | --------------------------- |
| 1. januar 1998 | 31. december 2001 | Peter Martinussen       | Socialdemokratiet           |
| 1. januar 2002 | 31. december 2005 | Inger Marie Bruun-Vierø | Radikale Venstre            |
| 1. januar 2006 | 31. december 2009 | Mogens Lønborg          | Det Konservative Folkeparti |
| 1. januar 2010 | 31. december 2017 | Ninna Thomsen           | Socialistisk Folkeparti     |
| 1. januar 2017 |                   | Sisse Marie Welling     | Socialistisk Folkeparti     |

#### Socialforvaltningen
| Fra            | Til               | Borgmester               | Parti             |
| -------------- | ----------------- | ------------------------ | ----------------- |
| 1. janiar 2006 | 31. december 2013 | Mikkel Warming           | Enhedslisten      |
| 1. januar 2014 | 31. december 2017 | Jesper Christensen       | Socialdemokratiet |
| 1. januar 2018 | 31. december 2021 | Mia Nyegaard             | Radikale Venstre  |
| 1. januar 2022 |                   | Karina Vestergård Madsen | Enhedslisten      |

#### Bygge- og Teknikforvaltningen
Bestod af af Magistratens 4. Afdeling. Fandtes fra 1998-2006
| Fra            | Til               | Borgmester | Parti   |
| -------------- | ----------------- | ---------- | ------- |
| 1. januar 1998 | 31. december 2005 | Søren Pind | Venstre |

#### Miljø- og Forsyningsforvaltningen
Bestod af Magistratens 5. Afdeling. Fandtes fra 1998-2006.
| Fra            | Til               | Borgmester          | Parti                   |
| -------------- | ----------------- | ------------------- | ----------------------- |
| 1. januar 1998 | 31. december 2001 | Bo Asmus Kjeldgaard | Socialistisk Folkeparti |
| 1. januar 2002 | 31. december 2005 | Winnie Berndtson    | Socialdemokratiet       |

#### Teknik- og miljø forvaltningen
Der var en sammenlægning af Bygge- og teknikforvaltningen og Miljø- og forsyningsforvaltningen efter valget i 2005.
| Fra            | Til               | Borgmester           | Parti                   |
| -------------- | ----------------- | -------------------- | ----------------------- |
| 1. januar 2006 | 31. december 2009 | Klaus Bondam         | Radikale Venstre        |
| 1. januar 2010 | 19. maj 2011      | Bo Asmus Kjeldgaard  | Socialistisk Folkeparti |
| 25. maj 2011   | 31. december 2013 | Ayfer Baykal         | Socialistisk Folkeparti |
| 1. januar 2014 | 31. december 2017 | Morten Kabell        | Enhedslisten            |
| 1. januar 2018 | 31. december 2021 | Ninna Hedeager Olsen | Enhedslisten            |
| 1. januar 2022 |                   | Line Barfod          | Enhedslisten            |

#### Familie- og Arbejdsmarkedsforvaltningen
Bestod af den tidligere Magistratens 3. Afdeling. Fandtes fra 1998-2006
| Fra            | Til               | Borgmester           | Parti                   |
| -------------- | ----------------- | -------------------- | ----------------------- |
| 1. januar 1998 | 31. december 2001 | Winnie Larsen-Jensen | Socialdemokratiet       |
| 1. januar 2002 | 31. december 2005 | Bo Asmus Kjeldgaard  | Socialistisk Folkeparti |

#### Beskæftigelses- og integrationsforvaltningen
| Fra              | Til               | Borgmester                | Parti             |
| ---------------- | ----------------- | ------------------------- | ----------------- |
| 1. januar 2006   | 31. december 2009 | Jakob Hougaard            | Socialdemokratiet |
| 1. januar 2010   | 31. december 2010 | Klaus Bondam              | Radikale Venstre  |
| 1. januar 2011   | 30. oktober 2017  | Anna-Mee Allerslev        | Radikale Venstre  |
| 31. oktober 2017 | 31. december 2017 | Mia Nyegaard              | Radikale Venstre  |
| 1. januar 2018   | 15. marts 2022    | Cecilia Lonning-Skovgaard | Venstre           |
| 16. marts 2022   |                   | Jens-Kristian Lütken      | Venstre           |

### Magistratens borgmestre 1660-1857
Denne liste er ufuldstændig; hjælp gerne med at udfylde den.

(komplet fra 1660 indtil ca. 1770).

Viceborgmestre er angivet ved indrykning i punktopstillingen

#### 1500-tallet
- 1516-1517 Peder Jørgensen[23]
- 1517-1527 Albrecht van Goch
- 1527-1528 Anders Halager[23]
- 1529-1531 Ambrosius Bogbinder
- 1531-1534 Povl Hansen[23]
- 1534-1536 Ambrosius Bogbinder (igen) og Hans Bøsse (Hans Bøsze)
- 1536-1539 Peder Villadsen (død 1539), sekretær
- -1539 Mads Nielsen (død 1539)
- 1539- Oluf Jakobsen (el. Ibsen) Skriver[23]
- 1558-1561 Mikkel Zelle (henrettet 1565)
- 1565-1590 Markus Hess (1526-1590), købmand
- -1594 Albert Albertsen (død 1594), købmand

#### 1600-tallet
- 1609-1624 Mikkel Vibe (1565-1624), købmand
- 1622-1628 Matthias Hansen (død 1628), købmand
- 1622-1644 Simon Surbæk/Surbech (1569-1644)
- 1628-1646 Reinholt Hansen (1581-1646), købmand
- 1644-1672 Peder Hansen Resen (1625-1688), derefter præsident
- 1645-1663 Find Nielsen Trellund (1594-1663), købmand
- 1655-1669 Peder Pedersen (1608-1669), skriver
- 1665-1684 Titus Bülche (1639-1684), kongelig kommissær over kirkerne i Norge
- 1667-1667 Peter Bülche (1605-1671), senere præsident
- 1667-1677 Christian Caspersen Schøller, assessor i Højesteret
- 1668-1685 Jørgen Fogh (død 1685), stadsoberst
- 1675-1675 Balthasar Seckman (død 1675), assessor i Kollegiet og i Højesteret
- 1676-1677 Hans Pedersen Blat (død 1677)
- 1676-? Christen Andersen Düring, assessor i Højesteret
- 1677-1697 Bartholomæus Jensen, assessor i Højesteret
- 1677-1692 Cosmus Bornemann (1637-1692), professor, assessor i Højesteret
- 1677-1710 Sigvard Friis Dverg (død 1710), assessor i Højesteret
  - 1677-1703 Albert Bartholin (1668-1703)
- 1684-1705 Claus Rasch (1639-1705), assessor i Højesteret, politimester

#### 1700-tallet
- - 1703-1722 Johan Bertram Ernst (død 1722), politimester
- 1705-1710 Oluf Rømer (død 1710), politimester
- 1705-1717 Anders Jacobsen (død 1717), assessor i Højesteret
- 1710-1736 Johan Eichel (1666-1736)
- 1710-1713 Johannes Christensen Meller (død 1724), blev derefter præsident
- 1714-1729 Christian Berregaard (1683-1750)
  - 1717-1718 Jacob Sidenborg, assessor i Højesteret
  - 1718-1725 Nicolai Wivet (død 1725)
  - 1723-1731 Johan Poul Brandt (død 1731)
  - 1723-1725 Johan Philip Ratechen, politimester
  - 1726-1731 Hans Himmerich, politimester
- 1726-1744 Rasmus Byssing (1668-1744)
- 1728-1748 Peter Ramshardt (død 1748)
- 1728-1729 Michel Worm (1704-1743), amtmand i Norge
- 1731-1764 Erik Torm (død 1764), politimester
  - 1731-1731 Edvard Wium (død 1731)
- 1731-1733 Lorentz Fisker (1684-1757), assessor i Højesteret
  - 1733-1758 Frederik Holmsted (1683-1758)
  - 1739-1742 Michael Grøn (død 1742)
- 1743-1761 Enevold de Falsen (1686-1761), assessor i Højesteret
  -  ?-1745 Niels Hendriksen (død 1745)
  - 1745-1752 Peder Helt (død 1752), assessor i Højesteret
  - 1748-1758 Anthon Raff (død 1758)
- 1749-1772 Johan Christian Schrødersee (1706-1772)
- 1749-1771 Herman Henrik Kønnemann (død 1771)
  - 1750-1771 Johannes Valeur (1701-1771), assessor i Hofretten
- 1750-1765 Herman Lengerken Kløcker (1706-1765), assessor i Højesteret
  - 1754-1765 Gabriel Hilman (død 1765)
  - 1754-? Hans Fogh
  - 1754-1788 Hans Christopher Hersleb (1722-1788), landsdommer
  - 1754-1771 Frederik Horn (1708-1781), politimester, justitiarius i Hof- og Stadsretten (afskediget af Johann Friedrich Struensee 3. april 1771)
  - 1766-1770 Kay Kock (død 1770)
  - 1770-? Johan Jacob Hæseker (afskediget af Struensee 3. april 1771 – 1. oktober 1772)
  - 1770-1771 Hans Nicolai Nissen (død 1771)
  - 1770-? Abraham Falk (afskediget af Struensee 3. april 1771 – 1. oktober 1772)
- 1771-1771 Tycho Rothe (indsat af Struensee 3. april 1771, men forlod selv posten efter et par måneder)
- 1771-1772 Matthiesen (indsat af Struensee 3. april 1771, men afskediget 1. oktober 1772)
- 1771-1772 Johan Peter Suhr (indsat af Struensee 3. april 1771, men fra 1. oktober degraderet til viceborgmester)
  - 1772-? Johan Peter Suhr (se ovenfor)
- 1771-1772 Matthias Lunding (indsat af Struensee 3. april 1771, men fra 1. oktober degraderet til viceborgmester)
  - 1772-? Matthias Lunding (se ovenfor)
  - 1773-1781 Johan Frederik Holmsted (-1781)
- 1788-1793 Christian Fædder (1712-1793), politimester

#### 1800-tallet
- 1814-1818 Georg Frederik Lange
- 1814-1819 Rasmus Langeland Bagger
- 1818-1843 Friederich Christian Schäffer
- 1819-1820 Iver Qvistgaard (2. borgmester)
- 1821-1837 Frederik Hammerich
- 1821-1857 Daniel Gottvald Reimer Bentley
- 1837-1858 Just Henrik Mundt (3. borgmester, fra 1844 2. borgmester)
- 1844-1848 Tage Algreen-Ussing
- 1846-1854 Herman Andreas Mollerup
- 1854-1856 Andreas Lorentz Casse

### Stadens 32 mænd
Stadens 32 mænd eller Københavns 32 mænd var en unik forsamling af respekterede borgere og handelsmænd, der efter de københavnske borgeres krav blev nedsat til at styre København ved enevældens oprettelse i 1660. Fordelen ved at sidde som en af de 32 mænd var, at man kunne få foretræde for kongen.
Forsamlingen blev i 1840 afløst af Københavns Borgerrepræsentation.

## Forvaltningshistorie
København har altid indtaget en særstilling i dansk politisk historie, og først relativt sent har byen fået en styreform, der kan kaldes demokratisk. Samtidig er byens nuværende mellemformstyre endnu nutildags unikt i Danmark, idet borgmesterposterne ikke kun besættes af det politiske flertal, men afspejler en konstitueringsaftale partierne imellem.
I de tidligste tider var byens særstatus udmøntet i, at den tilhørte kirken. Byen var en gave fra Valdemar 1. den Store til biskop Absalon. Dette forhold varede ved indtil 1416, hvor Erik 7. af Pommern fik byen til eje. Omend begrebet borgmester nævnes fra midten af 1300-tallet, og hovedstadens første stadsret (etableret i 1524) rummede lokale beføjelser, var den almindelige borgers indflydelse på bystyret meget beskeden.

### Nye privilegier
Belejringen af København i 1660 under Svenskekrigene ændrede byens position. Som følge af byens succesfulde modstand mod svenskerne opnåede byen fra kong Frederik 3. nye privilegier, der varede ved indtil 1840.
Magistraten bestod af 3-4 borgmestre og et skiftende antal (normalt 6-8) rådmænd, som alle var kongevalgte. Den borgmester, som var formand for magistraten, havde titlen præsident, fra 1747 overpræsident.
Byens nye privilegier bestod i, at borgerskabet sammen med magistraten fik ret til at vælge 32 borgere blandt byens velstående købmænd, som i fællesskab med magistraten skulle varetage byens anliggender (se Stadens 32 mænd).

### Borgerrepræsentationen etableres
Denne styreform varede ved indtil 1840, hvor kong Christian 8. udstedte en ny forordning om kommunalbestyrelsen i København. Denne ordning lagde grundlaget for et mere moderne bystyre. Den 32 mand store forsamling, der med tiden var blevet selvsupplerende, blev afløst af en folkevalgt borgerrepræsentation på 36 medlemmer.
Men der var ikke tale om almindelig valgret. Valgret og valgbarhed var betinget af borgerskab og skattebetaling og for halvdelens vedkommende desuden af ejendomsbesiddelse. Blot 1,6% af hovedstadens indbyggere havde således valgret ved det første valg i 1840.
Magistraten bestod af en overpræsident og tre borgmestre samt seks rådmænd. Kongen udpegede overpræsidenten og borgmestrene, mens rådmændene fremover blev valgt af borgerrepræsentationen.
Stadig var borgerrepræsentationens indflydelse dog meget hæmmet; ikke mindst fordi de stridigheder, der måtte opstå mellem borgerrepræsentationen og magistraten, blev afgjort af kongens centrale forvaltningsorgan, det Danske Kancelli, der typisk bakkede magistraten op.
Kommunernes ret til selvstyre blev slået fast med Grundloven (1849), hvilket også påvirkede København. Beslutningskompetencen lå i fællesskab hos magistraten og borgerrepræsentationen, og magtfordelingen mellem de to var uforandret fra 1857 indtil 1938.
Borgerrepræsentationens status over for magistraten blev afklaret i 1857. Magten blev forskudt i retning af borgerrepræsentationen, der overtog nogle resortområder fra gamle direktioner og kommissioner. Samtidig skulle magistratens medlemmer nu fremover vælges af borgerrepræsentationen og efterfølgende stadfæstes af kongen. Den nye magistrat var sammensat af fire borgmestre, der blev valgt for livstid, og fire rådmænd, der blev valgt for seks år ad gangen. Overpræsidenten, der fremdeles blev kongeligt udpeget, var fortsat formand for magistraten.
Gruppen af kommunale valgberettigede blev gradvist udvidet i mere demokratisk retning. Det skete i 1861, 1865 og i 1908. Samtidig blev kommunens areal tredoblet, da den indlemmede kvartererne i Sundbyerne, Valby og Brønshøj m.fl. i 1902. Som en konsekvens af dette blev borgerrepræsentationen i 1902 udvidet til 42 medlemmer og i 1913 til 55, hvilket er det antal, forsamlingen stadig har. Efterhånden som de politiske partier opstod, begyndte borgmestrene ikke kun at optræde som embedsmænd, men som politikere. I 1903 erobrede Socialdemokratiet med Jens Jensen i spidsen finansforvaltningen (Magistratens 2. Afdeling) og dermed reelt magten i byen.
Magistratsstyret betød, at magten stadig lå i mange kommissioner, udvalg og bestyrelser, og helt op til nutiden har disse vellønnede poster været lige så politisk attraktive som selve borgmesterposterne. Det har bl.a. gennem tiden været bestyrelsesposter i Københavns Havn, Københavns Frihavn, Ny Carlsberg Glyptotek, Ørestadsselskabet, Kommunekemi, Københavns Energi, Hovedstadens Sygehusfællesskab, Hovedstadens Udviklingsråd, Byfornyelsesselskabet København, R98, Thorvaldsens Museum, Kommunernes Lønningsnævn, kommunale boligselskaber etc.

### Endelig demokratisering i 1938
Den egentlige demokratisering af kommunen skete først i 1938, hvor borgerrepræsentationen fik tillagt enerådig beslutningskompetence, mens magistraten fik den administrative myndighed og blev reduceret til forvaltningsapparat. Konsekvensen blev, at overpræsidenten udtrådte af magistraten, og formandskabet overgik til den valgte overborgmester (Viggo Christensen). I realiteten var overpræsidenten allerede da i mange år ikke blevet udpeget af kongen som sådan, men af Indenrigsministeriet, og overpræsidenten var typisk en embedsmand fra et ministerium.

### Ændringer siden 1970
Kommunalreformen (1970) påvirkede også Københavns Kommune. Reformen tilsagde, at København skulle opretholdes som én kommune, der fortsat var både primærkommune og amtskommune. Magistratsordningen blev der ikke pillet ved, og København blev derfor fortsat styret af to organer, hvor borgerrepræsentationen var den besluttende myndighed, mens magistraten var den udøvende myndighed. Medlemmer af magistraten, der i alt havde et antal af syv inklusive overborgmesteren, skulle vælges blandt borgerrepræsentationens medlemmer. Samtidig blev rådmændene afskaffet.
Magistratsstyret fortsatte indtil 1998, hvor styrelsesloven blev ophævet. Erstatningen var det mellemformstyre, som kommunen stadig har. Det betyder, at kommunen stadig har en borgerrepræsentation på 55 medlemmer (inklusive de syv borgmestre). Den vælger et økonomiudvalg og seks stående udvalg, som opgaverne fordeles imellem. Overborgmesteren er formand for borgerrepræsentationen og økonomiudvalget. De seks borgmestre er formænd for deres respektive udvalg, og udvalgenes beslutninger udføres af tilsvarende forvaltninger.
Siden kommunens vokseværk i 1902 har det mange gange været foreslået at splitte byen op i mindre enheder. Forskellige skandaler, f.eks. KUC-sagen om misbrug af offentlige midler, dårlig revision og budgetoverskridelser har bl.a. ført til diskussioner om en opdeling af byen i mere borgernære enheder. I 1997-2001 blev der gennemført et forsøg med bydelsråd i fire bydele. Rådene varetog omkring 80% af de kommunale opgaver (ikke de amtslige).
I 2000 blev der derefter afholdt en vejledende folkeafstemning i kommunen om, hvorvidt lokalt bystyre skulle indføres. 33,6% stemte ja, 66,4% stemte nej, og stemmeprocenten var 70,5%. Kun i Valby var der et flertal for lokalt styre. Borgerrepræsentationen valgte på den baggrund at skrinlægge ideen om en opdeling af kommunen. Der bør tilføjes, at nogle af bydelsrådene, særligt det på Indre Østerbro, var præget af skandaler og stridigheder, hvilket gav et billede af rådenes arbejde som useriøst.
Strukturreformen i 2007 havde ikke nævneværdig effekt på Københavns Kommune. Eneste større ændring var, at Københavns Overpræsidium blev nedlagt med udgangen af 2006, og at Hovedstadens Sygehusfællesskab blev erstattet af Region Hovedstaden. Overborgmester Ritt Bjerregaard har offentligt tilkendegivet, at hun gerne så mellemformstyret erstattet af en flertalsstyre. VK-regeringen ønskede dog ikke at reformere hovedstadens styre på dette punkt.

## De unges København
Ungdommen er en stor del af København, som fx i Ungeråd KBH og Københavns fælleselevråd.